# Фінал Кубка Іспанії з футболу 1912
Фінал Кубка Іспанії з футболу 1912 — футбольний матч, що відбувся 7 квітня 1912 року. У ньому визначився 11-й переможець кубка Іспанії.

## Шлях до фіналу
| Барселона           | Барселона | Барселона | Раунд      | Сосьєдад Хімнастіка | Сосьєдад Хімнастіка | Сосьєдад Хімнастіка |
| ------------------- | --------- | --------- | ---------- | ------------------- | ------------------- | ------------------- |
| Суперник            | Результат | Матчі     |            | Суперник            | Результат           | Матчі               |
| Еспанья (Барселона) | 3–0       | 3–0 вдома | 1/2 фіналу | Ірун Спортінг Клуб  | 4–2                 | 4–2 вдома           |

## Подробиці
| 7 квітня 1912 |

| Барселона                | 2:0      | Сосьєдад Хімнастіка |
| ------------------------ | -------- | ------------------- |
| Массана 43' Родрігес 85' | Протокол |                     |

| Камп де ла Індустрія, Барселона Арбітр: Джон Гамільтон |

|  |  |

|    |  |                        |  |
|    |  |                        |  |
| В  |  | Луїс Реньє             |  |
| З  |  | Мануель Амечасурра (к) |  |
| З  |  | Хосе Ірісар            |  |
| ПЗ |  | Енріке Періс           |  |
| ПЗ |  | Альфредо Массана       |  |
| ПЗ |  | Хосе Берді             |  |
| Н  |  | Франсіско Армет        |  |
| Н  |  | Антоніо Моралес        |  |
| Н  |  | Хосе Родрігес          |  |
| Н  |  | Франсіско Естевес      |  |
| Н  |  | Рома Форнс             |  |

|    |  |                       |  |
|    |  |                       |  |
| В  |  | Модесто Пола          |  |
| З  |  | Хосе Карруана         |  |
| З  |  | Луїс Альварес Рока    |  |
| ПЗ |  | Сократес Кінтана      |  |
| ПЗ |  | Хосе Мануель Кінделан |  |
| ПЗ |  | Франсіско Баонса      |  |
| Н  |  | Аполінаріо Родрігес   |  |
| Н  |  | Франсіско Гусман      |  |
| Н  |  | Рікардо Урібаррі      |  |
| Н  |  | Еулохіо Урібаррі      |  |
| Н  |  | Артуро Еспіноса       |  |